# 鳳凰台上
《凤凰台上》（英語：Love and Crown) 是一部古装传奇剧，改编自谢楼南的小说《我的皇后》。该剧由林峰、赵侠执导，缪文静负责编剧工作。
主要演员阵容包括任嘉伦、彭小苒、张耀、陈意涵、汪卓成、鹤男、刘梦芮和骆明劼领衔主演，林静、薛亦伦、卫然、李康、王奕珵和宋文作主演，高曙光、傅方俊、赵柯、舒耀瑄和李彧特邀出演。
该剧由优酷出品，东阳烨华影视有限公司、东阳悦动影视传媒有限公司和霍尔果斯和力辰光影视制作有限公司联合制作。
剧情主要讲述微服私访的皇帝萧焕在江湖中巧遇凤来阁阁主凌苍苍后，两人因志趣相投而结伴同行，一起仗剑行侠、除暴安良，在这个过程中各自找到人生目标和自我价值的故事。

## 演员阵容

### 主要演员
| 演員   | 角色        | 人物介紹                                                             |
| ------ | ----------- | -------------------------------------------------------------------- |
| 任嘉倫 | 蕭煥/白迟帆 | 南祁王朝年輕的皇帝，凌蒼蒼的丈夫。                                   |
| 彭小苒 | 凌蒼蒼      | 太傅的女兒，嚮往自由的鳳來閣主，穩重大氣的南祁王朝皇后，蕭煥的妻子。 |
| 張耀   | 蕭千清      | 南祁王朝的豫章王，蕭煥的弟弟。                                       |
| 陳意涵 | 杜聽馨      | 國師。                                                               |
| 薛亦倫 | 馮五福      |                                                                      |
| 衛然   | 凌絕頂      | 首輔的兒子，凌蒼蒼的弟弟。                                           |
| 李康   | 敏佳        | 庫莫爾的妹妹。                                                       |
| 王奕珵 | 石岩        |                                                                      |
| 宋文作 | 陸琦        |                                                                      |
| 汪卓成 | 羅洗血      | 凌蒼蒼的手下。                                                       |
| 鶴男   | 鍾霖        | 凌蒼蒼的朋友。                                                       |
| 劉夢芮 | 蕭熒        | 南祁王朝的公主，蕭煥的的妹妹。                                       |
| 駱明劼 | 李宏青      |                                                                      |
| 林靜   | 聖女        |                                                                      |

### 其他演员
| 演員   | 角色   | 人物介紹                     |
| ------ | ------ | ---------------------------- |
| 高曙光 | 凌雪峰 | 太傅，凌蒼蒼與凌绝顶的父親。 |
| 傅方俊 | 庫莫爾 | 草原的大汗，敏佳的哥哥。     |
| 趙柯   | 柳太后 |                              |
| 舒耀瑄 | 李承天 |                              |
| 李彧   | 酈銘殤 |                              |

## 記事
- 2023年12月5日，優酷副總裁謝穎，談2024優酷古裝重點項目《鳳凰台上》，並官宣主演任嘉倫。[2]
- 2024年1月27日，該劇舉辦開機儀式。[3]
- 2024年7月6日，該劇杀青。[4]

## 外部鏈接
- 電視劇鳳凰台上的新浪微博
- 豆瓣电影上《鳳凰台上》的資料 （简体中文）